# Legea Rayleigh-Jeans

Comparație între Legea Rayleigh–Jeans, aproximația lui Wien și formula lui Planck pentru un corp la temperatura de 8 mK.

Legea Rayleigh–Jeans, propusă la începutul secolului al XX-lea, a încercat să descrie distribuția spectrală a radiației termice a corpului negru în funcție de temperatură pentru toate lungimile de undă prin metodele fizicii clasice.
Expresia legii pentru lungimea de undă {\displaystyle \lambda \,} este:
{\displaystyle B_{\lambda }(T)={\frac {2ckT}{\lambda ^{4}}}}
unde {\displaystyle c\,} este viteza luminii {\displaystyle k\,}este constanta Boltzmann și {\displaystyle T\,} este temperatura, în K.
Pentru frecvența {\displaystyle \nu \,} relația se scrie:
{\displaystyle B_{\nu }(T)={\frac {2\nu ^{2}kT}{c^{2}}}}
Expresia legii Rayleigh–Jeans corespunde cu experiența în domeniul lungimilor de undă mari (sau frecvența mici), dar se abate mult de la experiență pentru lungimi de undă mici. Această neconcordanță este cunoscută în fizică drept catastrofa ultravioletă.